# Mile Svilar
Mile Svilar (Amberes, 27 de agosto de 1999) es un futbolista belga de ascendencia serbia que juega de guardameta en la A. S. Roma de la Serie A de Italia. Ha sido internacional con las categorías inferiores de la selección de fútbol de Bélgica, aunque desde 2021 es internacional absoluto con la selección de Serbia.

## Trayectoria
Fichado en 2010 por el R. S. C. Anderlecht, en 2016 se convierte en miembro de la plantilla del Anderlecht en la que tuvo el estatus de tercer portero. En esta temporada no jugó ni un minuto.

### Benfica
A pesar de todo, ficha por el S. L. Benfica el 28 de agosto de 2017 dándole a Svilar el dorsal 1. Debutó el 14 de octubre de 2017 frente al S. C. Olhanense en la Copa de Portugal.
Cuatro días después hizo su debut en la Liga de Campeones de la UEFA convirtiéndose en el portero más joven en debutar en esta competición y superando el récord que anteriormente ostentaba Iker Casillas. El Benfica perdió este partido por 1-0 frente al Manchester United.
En liga debutó el 22 de octubre frente al Desportivo Aves, y el 31 de octubre jugó su segundo partido de Liga de Campeones en una nueva derrota contra el Manchester United, en esta ocasión por 3-1.

### Roma
El 1 de julio de 2022 la A. S. Roma anunció su incorporación para las siguientes cinco temporadas.

## Selección nacional
Svilar fue internacional con la selección de fútbol de Bélgica en categorías inferiores. En categoría absoluta decidió representar a la selección de fútbol de Serbia, debutando el 1 de septiembre de 2021 en un amistoso ante Catar.

## Estadísticas

### Clubes
Actualizado de acuerdo al último partido jugado el 25 de mayo de 2025.
| Club                       | Div.          | Temporada     | Liga  | Liga  | Liga  | Copas nacionales | Copas nacionales | Copas nacionales | Torneos internacionales | Torneos internacionales | Torneos internacionales | Total | Total | Total |
| Club                       | Div.          | Temporada     | Part. | G. R. | V. I. | Part.            | G. R.            | V. I.            | Part.                   | G. R.                   | V. I.                   | Part. | G. R. | V. I. |
| -------------------------- | ------------- | ------------- | ----- | ----- | ----- | ---------------- | ---------------- | ---------------- | ----------------------- | ----------------------- | ----------------------- | ----- | ----- | ----- |
| S. L. Benfica Portugal     | 1.ª           | 2017-18       | 3     | 2     | 1     | 3                | 3                | 1                | 3                       | 5                       | 0                       | 9     | 10    | 2     |
| S. L. Benfica Portugal     | 1.ª           | 2018-19       | 1     | 1     | 0     | 10               | 8                | 4                | —                       | —                       | —                       | 11    | 9     | 4     |
| S. L. Benfica Portugal     | 1.ª           | 2019-20       | 1     | 0     | 1     | —                | —                | —                | —                       | —                       | —                       | 1     | 0     | 1     |
| S. L. Benfica Portugal     | 1.ª           | 2020-21       | 1     | 1     | 0     | 1                | 0                | 1                | —                       | —                       | —                       | 2     | 1     | 1     |
| S. L. Benfica Portugal     | Total club    | Total club    | 6     | 4     | 2     | 14               | 11               | 6                | 3                       | 5                       | 0                       | 23    | 20    | 8     |
| S. L. Benfica "B" Portugal | 2.ª           | 2018-19       | 2     | 3     | 0     | —                | —                | —                | —                       | —                       | —                       | 2     | 3     | 0     |
| S. L. Benfica "B" Portugal | 2.ª           | 2019-20       | 20    | 28    | 6     | —                | —                | —                | —                       | —                       | —                       | 20    | 28    | 6     |
| S. L. Benfica "B" Portugal | 2.ª           | 2020-21       | 21    | 25    | 5     | —                | —                | —                | —                       | —                       | —                       | 21    | 25    | 5     |
| S. L. Benfica "B" Portugal | 2.ª           | 2021-22       | 13    | 17    | 4     | —                | —                | —                | —                       | —                       | —                       | 13    | 17    | 4     |
| S. L. Benfica "B" Portugal | Total club    | Total club    | 56    | 73    | 15    | 0                | 0                | 0                | 0                       | 0                       | 0                       | 56    | 73    | 15    |
| A. S. Roma · Italia        | 1.ª           | 2022-23       | 3     | 3     | 1     | —                | —                | —                | 1                       | 2                       | 0                       | 4     | 5     | 1     |
| A. S. Roma · Italia        | 1.ª           | 2023-24       | 15    | 19    | 5     | 1                | 1                | 0                | 14                      | 12                      | 5                       | 30    | 32    | 10    |
| A. S. Roma · Italia        | 1.ª           | 2024-25       | 38    | 35    | 16    | 1                | 3                | 0                | 12                      | 13                      | 3                       | 51    | 51    | 19    |
| A. S. Roma · Italia        | Total club    | Total club    | 56    | 57    | 22    | 2                | 4                | 0                | 27                      | 27                      | 8                       | 85    | 88    | 30    |
| Total carrera              | Total carrera | Total carrera | 118   | 134   | 39    | 16               | 15               | 6                | 30                      | 32                      | 8                       | 164   | 181   | 53    |
| 1. 2. 3.                   |               |               |       |       |       |                  |                  |                  |                         |                         |                         |       |       |       |

### Selección nacional
Actualizado de acuerdo al último partido jugado el 1 de septiembre de 2021.
| Selección         | Año               | Amistosos | Amistosos | Amistosos | Eliminatorias | Eliminatorias | Eliminatorias | Continental | Continental | Continental | Mundial | Mundial | Mundial | Total | Total | Total |
| Selección         | Año               | Part.     | G. R.     | V. I.     | Part.         | G. R.         | V. I.         | Part.       | G. R.       | V. I.       | Part.   | G. R.   | V. I.   | Part. | G. R. | V. I. |
| ----------------- | ----------------- | --------- | --------- | --------- | ------------- | ------------- | ------------- | ----------- | ----------- | ----------- | ------- | ------- | ------- | ----- | ----- | ----- |
| Absoluta Serbia   | 2021              | 1         | 0         | 1         | —             | —             | —             | —           | —           | —           | —       | —       | —       | 1     | 0     | 1     |
| Total selecciones | Total selecciones | 1         | 0         | 1         | 0             | 0             | 0             | 0           | 0           | 0           | 0       | 0       | 0       | 1     | 0     | 1     |
|                   |                   |           |           |           |               |               |               |             |             |             |         |         |         |       |       |       |

## Palmarés

### Títulos nacionales
| Título                | Club                | País     | Año     |
| --------------------- | ------------------- | -------- | ------- |
| Supercopa de Bélgica  | R. S. C. Anderlecht | Bélgica  | 2017    |
| Primeira Liga         | S. L. Benfica       | Portugal | 2018-19 |
| Supercopa de Portugal | S. L. Benfica       | Portugal | 2019    |

### Distinciones individuales
| Distinción                  | Año  |
| --------------------------- | ---- |
| Mejor Arquero de la Serie A | 2025 |